# Jeff Blashill
Jeff Blashill, né le 10 décembre 1973 à Sault Sainte-Marie, est un entraîneur américain de hockey sur glace. Il est l'entraîneur-chef des Red Wings de Détroit de 2015 à 2022.

## Biographie
Avant de devenir entraîneur, Blashill était un joueur de hockey et évoluait au poste de gardien de but mais n'a jamais percé au niveau professionnel. Il a évolué trois saisons en tant que junior avec les Buccaneers de Des Moines en USHL de 1991 à 1994 puis quatre saisons en tant qu'universitaire avec les Bulldogs de l'Université de Ferris State de 1994 à 1998.
Le 9 juin 2015, Blashill devient le nouvel entraîneur-chef des Red Wings de Détroit. Il succède ainsi à Michael Babcock derrière le banc de l'équipe. Le 30 avril 2022, le DG des Red Wings, Steve Yzerman, annonce que le contrat de Blashill ne sera pas renouvelé. En tant qu'entraîneur, il aura conservé une fiche de 204-261-72.
Il occupe ensuite la fonction d'entraîneur adjoint du Lightning de Tampa Bay avant d'être nommé entraîneur-chef des Blackhawks de Chicago le 22 mai 2025.

## Statistiques d’entraîneur
| Saison     | Équipe                   | Ligue      |     | PJ  | V   | D  | N  | Pr                              |  | Séries éliminatoires |
| 2008-2009  | Ice de l'Indiana         | USHL       | 60  | 29  | 19  | -  | 2  | Champion de la coupe Clark      |  |                      |
| 2009-2010  | Ice de l'Indiana         | USHL       | 60  | 33  | 24  | -  | 3  | Défaite en demi-finales         |  |                      |
| 2010-2011  | Western Michigan         | CCHA       | 42  | 19  | 13  | 10 | 0  | Première ronde du tournoi NCAA  |  |                      |
| 2012-2013  | Griffins de Grand Rapids | LAH        | 76  | 42  | 26  | -  | 8  | Champion de la coupe Calder     |  |                      |
| 2013-2014  | Griffins de Grand Rapids | LAH        | 76  | 46  | 23  | -  | 7  | Défaite au deuxième tour        |  |                      |
| 2014-2015  | Griffins de Grand Rapids | LAH        | 76  | 46  | 22  | -  | 8  | Défaite en finale d'association |  |                      |
| 2015-2016  | Red Wings de Détroit     | LNH        | 82  | 41  | 30  | -  | 11 | Défaite au premier tour         |  |                      |
| 2015-2016  | Red Wings de Détroit     | LNH        | 82  | 33  | 36  | -  | 13 | Non qualifiés                   |  |                      |
| 2015-2016  | Red Wings de Détroit     | LNH        | 82  | 30  | 39  | -  | 13 | Non qualifiés                   |  |                      |
| 2015-2016  | Red Wings de Détroit     | LNH        | 82  | 32  | 40  | -  | 10 | Non qualifiés                   |  |                      |
| 2019-2020  | Red Wings de Détroit     | LNH        | 71  | 17  | 49  | -  | 5  | Non qualifiés                   |  |                      |
| 2020-2021  | Red Wings de Détroit     | LNH        | 56  | 19  | 27  | -  | 10 | Non qualifiés                   |  |                      |
| 2021-2022  | Red Wings de Détroit     | LNH        | 82  | 32  | 40  | -  | 10 | Non qualifiés                   |  |                      |
| Totaux LNH | Totaux LNH               | Totaux LNH | 537 | 204 | 261 | -  | 72 |                                 |  |                      |